# غريغوري تشايتين
غريغوري جون تشايتين (بالإنجليزية: Gregory Chaitin)‏ (/ تاتن / تشي-تين؛ من مواليد 15 نوفمبر 1947) هو عالم رياضيات أرجنتيني أمريكي وعالم كمبيوتر. ابتداء من أواخر 1960s، قدم تشايتين مساهمات لنظرية المعلومات الخوارزميه وماوراء الرياضيات، ولا سيما نتيجة الكمبيوتر النظري تعادل مبرهنات عدم الاكتمال لغودل. ويعتبر واحدا من مؤسسي ما يعرف اليوم باسم كولموغوروف (أو كولموغوروف-تشايتين) التعقيد جنبا إلى جنب مع أندريه كولموغوروف وراي سولومونوف. اليوم، نظرية المعلومات الخوارزمية هي موضوع مشترك في كل مناهج علوم الكمبيوتر. [بحاجة لمصدر]

## الرياضيات وعلوم الكمبيوتر
حضر في مدرسة برونكس الثانوية للعلوم وكلية المدينة في نيويورك، عندما كان (لا يزال في سن المراهقة) وضع النظرية التي أدت إلى اكتشافه المستقل من تعقيد كولموجوروف. 
قد حدد تشايتين ثابت تشايتين Ω، وهو عدد حقيقي يتم توزيع أرقامه والذي يوصف أحيانا بشكل غير رسمي بأنه تعبير عن احتمال أن برنامج عشوائي سوف يتوقف. Ω لديه الخاصية الرياضية التي يمكن تحديدها ولكنها غير قابلة للحساب. 
تأتي أعمال تشايتين المبكرة حول نظرية المعلومات الخوارزمية بعد عمل سولومونوف، كولموغوروف، ومارتن لوف. 
تشايتين هو أيضا منشئ مسألة تلوين المخطط البياني للقيام بتخصيص التسجيل في التجميع، وهي عملية تعرف باسم خوارزمية تشايتين. 
كان باحثا سابقا في مركز أبحاث توماس ج. واتسون في نيويورك، واصبح باحثا فخريا. وقد كتب أكثر من 10 كتب والتي ترجمت إلى حوالي 15 لغة. وهو مهتم اليوم بمسائل التوصيفات ومعلومات النظريات ونظرية التطور. 

## مساهمات علمية أخرى
يكتب شايتن أيضا عن الفلسفة، وخاصة الميتافيزيقا وفلسفة الرياضيات (وخاصة حول المسائل المعرفية في الرياضيات). في الميتافيزيقيا، يدعي تشايتين أن نظرية المعلومات الخوارزميه هي المفتاح لحل المشاكل في مجال البيولوجيا (الحصول على تعريف رسمي «الحياة»، أصلها وتطورها) وعلم الأعصاب (مشكلة الوعي ودراسة العقل). 
في الكتابات الأخيرة، قال انه يدافع عن موقف يعرف باسم الفلسفة الرقمية. في نظرية علم الرياضيات، يدعي أن النتائج التي توصل إليها في المنطق الرياضي ونظرية المعلومات الحسابية تظهر أن هناك «حقائق رياضية صحيحة لأي سبب، فهي حقيقية عن طريق الصدفة، فهي حقائق رياضية عشوائية». ويقترح تشايتين أن يتخلى علماء الرياضيات عن أي أمل في إثبات تلك الحقائق الرياضية واعتماد منهجية شبه تجريبية. 

## جوائز
في عام 1995 حصل على دكتوراه العلوم الفخرية من قبل جامعة ماين. في عام 2002 حصل على لقب الأستاذ الفخري من قبل جامعة بوينس آيرس في الأرجنتين، حيث ولد والديه وحيث قضى تشايتين جزءا من شبابه. في عام 2007 حصل على  من قبل ولفرام ريسيرتش. في عام 2009 حصل على درجة دكتوراه في الفلسفة الفخرية من قبل الجامعة الوطنية في قرطبة. وكان سابقا باحثا في مركز أبحاث توماس ج. واتسون في آي بي إم، وهو الآن أستاذ في الجامعة الاتحادية في ريو دي جانيرو. 

## نقد
بعض الفلاسفة واللوجستيين لا يوافقون بشدة على الاستنتاجات الفلسفية التي استخلصها تشايتين من نظرياته. انتقد توركيل فرانزن المنطقي تفسير تشايتين لمبرهنات عدم الاكتمال لغودل والتفسير المزعوم الذي يمثله عمل شايتين. 

## روابط خارجيه
- Video of lecture on metabiology: "Life as evolving software" على يوتيوب